# Tango/Apapaia
Tango/Apapaia è un singolo esclusivamente promozionale del gruppo musicale rock italiano Litfiba, pubblicato per le radio francesi nel 1987, per promuovere l'album in studio 17 re, pubblicato nel dicembre 1986.

## I brani
- Tango è un brano di protesta contro il servizio militare obbligatorio, particolare è l'utilizzo della fisarmonica al posto delle tastiere da parte di Antonio Aiazzi. Oltre che nell'album 17 re, Tango non venne inclusa in nessuna raccolta e nessun live ufficiali (non si considerano le raccolte non ufficiali della Warner).
- Apapaia è dedicata alle idee di ogni individuo e al rispetto di esse, ed è uno dei brani più apprezzati della prima parte della carriera della band. Una versione remixata della canzone fu prodotta nel settembre 1991, ed inclusa nella raccolta Sogno ribelle; nell'omonima VHS fu inserita una performance live del brano, a sua volta tratta dalla VHS Pirata Tour '90.

## Tracce
Lato A
- Tango - 4:36

Lato B
- Apapaia - 5:01'

## Formazione
- Piero Pelù - voce
- Ghigo Renzulli - chitarra
- Gianni Maroccolo - basso
- Ringo de Palma - batteria
- Antonio Aiazzi - tastiere in Apapaia, fisarmonica in Tango